# Cataglyphis cinnamomea
Cataglyphis cinnamomea é uma espécie de inseto do gênero Cataglyphis, pertencente à família Formicidae.